# Axel Wandtke
Axel Wandtke (* 1959 in Dresden) ist ein deutscher Schauspieler, Hörspielsprecher und Theaterregisseur.

## Leben
Axel Wandtke wuchs in der DDR auf. Er absolvierte seine professionelle Schauspielausbildung von 1980 bis 1983 an der Hochschule für Schauspielkunst Ernst Busch in Ost-Berlin. Von 1983 bis 1987 führte ihn sein erstes Engagement an das Deutsche Nationaltheater Weimar, bevor er von 1988 bis 1990 festes Ensemblemitglied an der Volksbühne Berlin wurde. Anschließend war Wandtke bis 1996 am Deutschen Theater Berlin engagiert.
Wandtke wirkte als Schauspieler vor der Kamera seit 1987 in bisher über 70 Film-und-Fernsehproduktionen mit. Nachdem er einige Zeit lang zunächst nur Nebenrollen gespielt hatte, konnte er sich später als Charakterdarsteller in Hauptrollen beweisen. Einem Millionenpublikum wurde Wandtke vor allem im Jahr 1998 bekannt mit der Rolle des Dr. Emanuel Barrach in der ARD-Krankenhausserie In aller Freundschaft. Im Mai 2001 (Folge 103) verließ er die Serie wieder, um sich neuen Rollen zu widmen.
Als Sprecher von Hörspielen machte Wandtke sich einen Namen mit Produktionen wie etwa mit Der Herr der Fliegen (MDR) oder 2006 mit Der Hund war nicht geplant (Deutschlandradio Kultur).
Axel Wandtke lebt in Berlin. Neben seiner Muttersprache Deutsch spricht er auch Englisch und Russisch.

## Theater (Auswahl)
- 1984: Friedrich Schiller: Wallenstein – Regie: Fritz Bennewitz (Deutsches Nationaltheater Weimar)
- 1985: Anton Tschechow: Drei Schwestern – Regie: Peter Schroth/Peter Kleinert (Deutsches Nationaltheater Weimar)
- 1985: Boris Wassiljew: Im Morgengrauen ist es noch still – Regie: Peter Schroth/Peter Kleinert (Deutsches Nationaltheater Weimar)
- 1987: William Shakespeare: Hamlet – Regie: Peter Schroth/Peter Kleinert (Deutsches Nationaltheater Weimar)
- 1987: Hermann Sudermann: Der Sturmgeselle Sokrates – Regie: Thomas Langhoff (Deutsches Theater Berlin)
- 1988: Lope de Vega: La Dama Boba (Laurencio) – Regie: Horst Hawemann (Volksbühne Berlin)
- 1988: Paul Zech: Das trunkene Schiff – Regie: Frank Castorf (Volksbühne Berlin)
- 1989: William Shakespeare: Hamlet (Rosencrantz) – Regie: Siegfried Höchst (Volksbühne Berlin)
- 1989: Molière: Der eingebildete Kranke – Regie: Horst Bonnet (Volksbühne Berlin)
- 1989: Brendan Behan: Die Geisel – Regie: Thomas Langhoff (Deutsches Theater Berlin)
- 1990: Maxim Gorki: Nachtasyl (Schauspieler) – Regie: Friedo Solter (Deutsches Theater Berlin)
- 1990: Henrik Ibsen: John Gabriel Borkmann – Regie: Frank Castorf (Deutsches Theater Berlin)
- 1991: Peter Turrini: Der Minderleister (Hans) – Regie: Carl-Hermann Risse (Deutsches Theater Berlin)
- 1992: Carl Sternheim: Der Nebbich – Regie: Niels-Peter Rudolph (Deutsches Theater Berlin – Kammerspiele)
- 1992: Friedrich Schiller: Die Verschwörung des Fiesco zu Genua – Regie: Friedo Solter (Deutsches Theater Berlin – Kammerspiele)
- 1993: Gerhart Hauptmann: Der Biberpelz – Regie: Thomas Langhoff (Deutsches Theater Berlin)
- 1993: Ödön von Horváth: Don Juan kommt aus dem Krieg – Regie: Michael Gruner (Deutsches Theater Berlin – Kammerspiele)
- 1994: Euripides: Der Kyklop – Regie: Friedo Solter (Deutsches Theater Berlin)
- 2000: Albert Ostermayer: Death Valley Junction – Regie: Milan Peschel (Volksbühne im Prater Berlin)
- 2001: Bertolt Brecht: Baal – Regie: Thomas Bischoff (Volksbühne Berlin)
- 2003: Gerhart Hauptmann: Michael Kramer – Regie: Thomas Langhoff (Berliner Ensemble)
- 2003: Hugo von Hofmannsthal: Elektra – Regie: Leander Haußmann (Berliner Ensemble)
- 2003: William Shakespeare: Ein Sommernachtstraum – Regie: Leander Haußmann (Berliner Ensemble)
- 2005: William Shakespeare: König Lear – Regie: Ralf Peter Schulze (Landestheater Neustrelitz)
- 2006: Richard Wagner/Ernst Toller/Frank Castorf: Die Meistersinger – Regie: Frank Castorf (Volksbühne Berlin)
- 2008: Heiner Müller nach William Shakespeare: Macbeth – Regie: Yana Ross (Volksbühne Berlin)
- 2009: Friedrich von Gagern: Ozean – Regie: Frank Castorf (Volksbühne Berlin)
- 2010: Jakob Michael Reinhold Lenz: Die Soldaten – Regie: Frank Castorf (Volksbühne Berlin)
- 2012: Molière: Der Geizige (Marqis de Sade / Don Thomaso d`Alburci) – Regie: Frank Castorf (Volksbühne Berlin)
- 2015: Franz Arnold/Ernst Bach: Die (s)panische Fliege (Burwig/Tiedemann) – Regie: Herbert Fritsch (Volksbühne Berlin)
- 2017: Henry Purcell/John Dryden: King Arthur (Conon) – Regie: Sven-Eric Bechtolf (Deutsche Staatsoper Berlin)
- 2018: Georges Feydeau: Champignol wider Willen (Camaret, Capitaine) – Regie: Herbert Fritsch (Schaubühne am Lehniner Platz Berlin)
- 2018: Dieter Roth: Murmel Murmel (Murmel) – Regie: Herbert Fritsch (Schauspielhaus Bochum)
- 2019: Molière: Amphitryon (Jupiter) – Regie: Herbert Fritsch (Schaubühne am Lehniner Platz Berlin)
- 2021: Virginie Despentes: Das Leben des Vernon Subutex 1 – Regie: Thomas Ostermeier (Schaubühne am Lehniner Platz Berlin)
- 2022: Karel Čapek: Der Krieg mit den Molchen – Regie: Clara Weyde (Schaubühne am Lehniner Platz Berlin)[8]
- 2023: Anton Tschechow: Die Möwe – Regie: Thomas Ostermeier (Schaubühne am Lehniner Platz Berlin)

## Filmografie (Auswahl)
- 1987: Das Schulgespenst
- 1987: Der Staatsanwalt hat das Wort: Ich werde dich nie verraten (TV-Reihe)
- 1989: Immensee (TV)
- 1989: Coming Out
- 1991: Schlaflose Tage (TV)
- 1991: Der Besucher
- 1994: Geheim – oder was?! (Fernsehserie)
- 1995: Polizeiruf 110: Im Netz (TV-Reihe)
- 1995: Prinz zu entsorgen (TV)
- 1996: Die Drei (TV-Serie)
- 1998: Balko (TV-Serie)
- 1998: Tatort: Ein Hauch von Hollywood (TV-Reihe)
- 1998–2001: In aller Freundschaft (TV-Serie)
- 1998: Der Handymörder (TV)
- 1999: Hallo, Onkel Doc! (TV-Serie)
- 2000: Der Zauber des Rosengartens (TV)
- 2000: Unser Charly (TV-Serie)
- 2000: Hallo Robbie! (TV-Serie)
- 2003: Tage des Sturms (TV)
- 2005: Die Hitlerkantate
- 2007: SOKO Wismar (TV-Serie)
- 2007: Die Wehrmacht – eine Bilanz (TV)
- 2008: Polizeiruf 110 – Taximord (TV-Reihe)
- 2008: Rosa Roth – Das Mädchen aus Sumy (TV-Serie)
- 2008: Der Landarzt (TV-Serie)
- 2009: Die Entbehrlichen
- 2010: Das Glück ist eine Katze
- 2010: Tatort: Absturz (TV-Reihe)
- 2011: Hotel Lux
- 2012: Sushi in Suhl
- 2012, 2019: Der Kriminalist (TV-Serie, 2 Folgen)
- 2015: Tatort: Das Haus am Ende der Straße (TV-Reihe)
- 2015: Brandmal
- 2017: Der Kommissar und das Kind (Fernsehfilm)
- 2018: Weissensee (Fernsehserie, 1 Folge)
- 2019: Der Boden unter den Füßen
- 2019: Hüftkreisen mit Nancy (Fernsehfilm)
- 2019: SOKO Leipzig (TV-Serie)
- 2020: Das Geheimnis der Freiheit
- 2021: Legal Affairs (TV-Serie, 1 Folge)
- 2022: Souls (Fernsehserie)
- 2024: Allein zwischen den Fronten (Spielfilm, ZDF)
- 2024: Herrhausen – Der Herr des Geldes
- 2025: SOKO Wismar (TV-Serie)

## Hörspiele
- 1991: Simone Schneider: Lullaby (Hamlet) – Regie: Martin Daske (Hörspiel – BR)
- 1993: Karl-Heinz Bölling: In der Sackgasse (Schaffner) – Regie: Joachim Staritz (Hörspiel – DS Kultur)
- 1995: Andreas Knaup: Schlachthaus – Regie: Joachim Staritz (DRadio/SDR)
- 1996: Karl Kirsch: Arthur (Arthur) – Regie: Albrecht Surkau (Kriminalhörspiel – DLR)
- 1998: Volker Braun: Der Staub von Brandenburg – Regie: Joachim Staritz (Hörspiel – DLF/SFB)
- 1999: Volker Braun: Die Geschichte von den vier Werkzeugmachern (Schmidt) – Regie: Jörg Jannings (Hörspiel – SFB/ORB/DLF)
- 2002: Marianne Weil/Stefan Dutt: Legionäre, Guerilleros, Saboteure (Erzähler) – Regie: Marianne Weil/Stefan Dutt (Ein sozialistisches Gesamthörspiel – DLR Berlin)
- 2004: Gabriele Herzog: Hundediebe – Regie: Klaus-Michael Klingsporn (Kinderhörspiel – DLR Berlin)
- 2004: Holger Siemann: Mordspiel (Rolle: Autor) – Regie: Christa Kowalski (Kriminalhörspiel – RBB)
- 2005: Maraike Wittbrodt: Drei Kurven bis zur Schule – Regie: Karlheinz Liefers (Kinderhörspiel – DKultur)
- 2005: Regine Ahrem/Michael Rodach: Hofmanns Elixier oder die Welt ist Perfekt – Regie: Regine Ahrem (Hörspiel – RBB)
- 2006: Tom Peukert: Der fünf Minuten Klassiker – Regie: Beate Rosch (Hörspiel (Teil 1, 4, 8 und 9) – RBB)
- 2006: Peter Stamm:  Treibgut – Regie: Andrea Getto (Hörspiel – RBB)
- 2007: Wolfgang Zander: Big Jump oder Charlotte träumt – Regie: Beatrix Ackers (Kinderhörspiel – DKultur)
- 2007: Christoph Kalkowski/Matthias Wittekindt: Der Kongreß der Supervisionäre (Arzt) – Regie: Christoph Kalkowski (Hörspiel – RBB)
- 2009: Wolfgang Zander: Das schwarze Haus – Regie: Beatrix Ackers (Kinderhörspiel – DKultur)
- 2010: Beate Dölling: Der Hundekönig von Kreuzberg – Regie: Klaus-Michael Klingsporn (Kinderhörspiel – DKultur)
- 2012: Christian Hussel: Die Rubine des Berbers – Regie: Wolfgang Rindfleisch (Hörspiel – DKultur)
- 2013: Keigo Higashina: Verdächtige Geliebte – Bearbeitung und Regie: Steffen Moratz (Hörspiel – WDR)
- 2013: Mario Göpfert: Wecke niemals einen Schrat (nach dem gleichnamigen Buch von Wieland Freund) – Regie: Klaus-Michael Klingsporn (Kinderhörspiel – DKultur)
- 2013: E. M. Cioran: Vom Nachteil, geboren zu sein – Regie: Kai Grehn (Hörspiel – SWR)
- 2014: Andres Veiel: Das Himbeerreich – Regie: Ulrich Lampen (Hörspiel – RBB/HR)
- 2014: Esther Dischereit: Blumen für Otello – Regie: Giuseppe Maio (DKultur)
- 2014: Anna Böhm: Einschwein – Regie: Klaus Michael Klingsporn (Kinderhörspiel – DKultur)
- 2015: Per Petterson: Nicht mit mir – Bearbeitung und Regie: Steffen Moratz (Hörspiel – DKultur/HR)

## Auszeichnungen
- Axel Wandtke wurde beim São Paulo Filmfestival 2009 in Brasilien mit dem Preis der Jury als bester Hauptdarsteller für Die Entbehrlichen ausgezeichnet.